# 卡门·格洛里亚·昆塔纳
卡门·格洛里亚·昆塔纳·阿兰西比亚（西班牙語：Carmen Gloria Quintana Arancibia，1968年10月3日—），是智利的一名心理学家、政治活动家，1973年智利政变后，因为抗议奥古斯托·皮诺切特的军事独裁，和罗德里戈·罗哈斯·德·内格里一样遭到奥古斯托·皮诺切特军政府的士兵用汽油烧死，后被及时发现送往医院抢救，在之后数周濒临生死边缘，最终幸存下来，但整个人已经因为大面积烧伤面目全非。